# Bataille de Redon (1815)
Pour les articles homonymes, voir Bataille de Redon.
Chouannerie de 1815
Batailles
- Les Échaubrognes
- L'Aiguillon
- Aizenay
- Sainte-Anne-d'Auray
- Cossé
- Saint-Gilles-sur-Vie
- Redon
- Les Mathes
- Muzillac
- Rocheservière
- Thouars
- Auray
- Châteauneuf-du-Faou
- Guérande
- Fort la Latte

La bataille de Redon se déroule le 4 juin 1815, lors de la  chouannerie de 1815.

## Déroulement

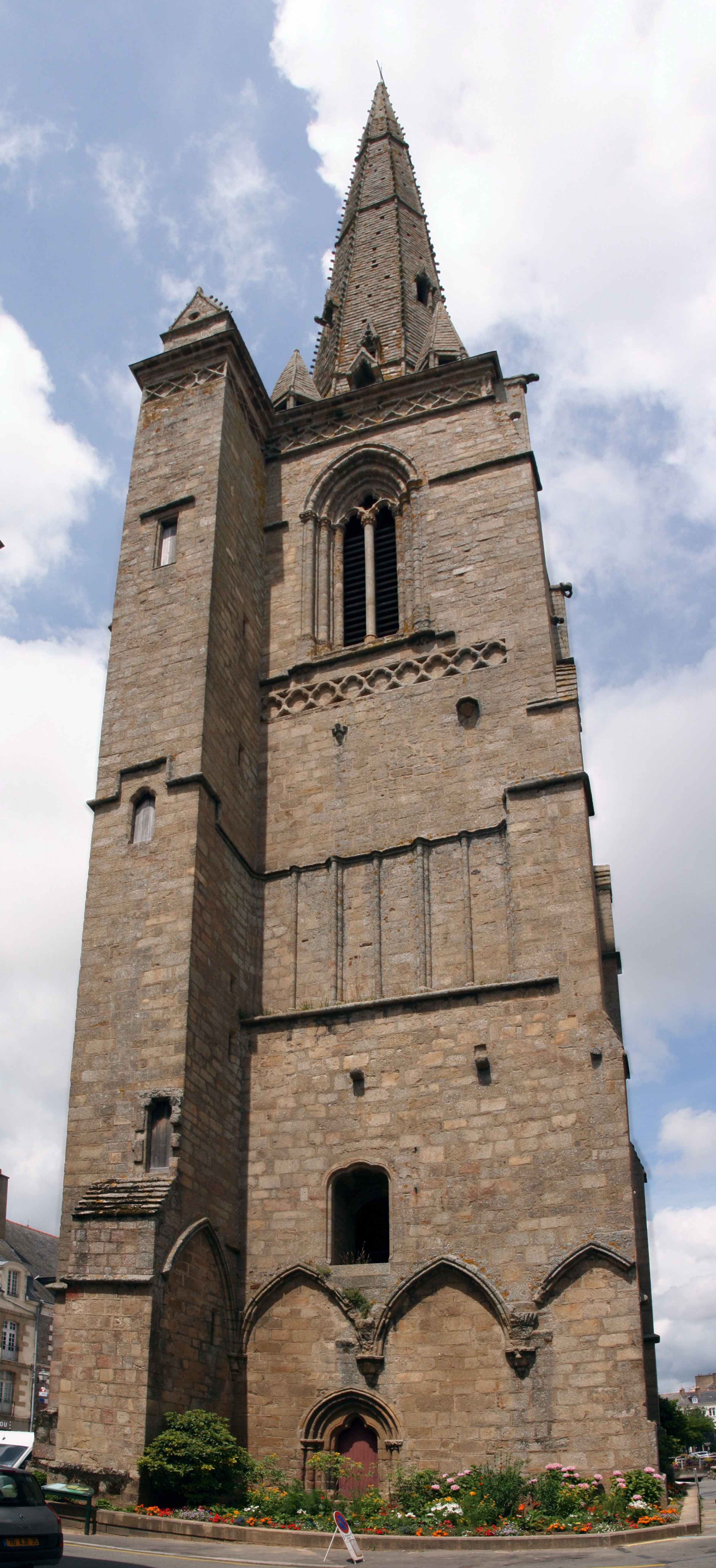
Vue en 2009 de la tour-clocher de l'Abbatiale Saint-Sauveur de Redon, à l'intérieur de laquelle les soldats impériaux se retranchent lors de la bataille.

Le 4 juin 1815, venue du Morbihan, l'armée chouanne de Louis de Sol de Grisolles, forte de 4 000  à   5 000 hommes, attaque la ville de Redon, à l'extrémité sud-ouest du département d'Ille-et-Vilaine,. Les Impériaux ne disposent quant à eux que 120 hommes, dont 100 soldats du 11e régiment d'infanterie légère et une vingtaine de volontaires,. Ceux-ci sont sous les ordres du chef de bataillon Cagnazzoli, et du sous-préfet Baymé, ancien chef d'escadron,.
Les Impériaux prennent position sur des postes avancés établis sur les avenues fermant l'accès à la ville. Cependant, les Chouans, largement supérieurs en nombre, les délogent facilement de la grande rue du faubourg de la route de Rennes, au nord de la ville, ainsi que du quartier de Codilo, à l'ouest, où des gendarmes embusqués dans les vignes sont tournés par un détachement d'insurgés ayant pénétré par le Parc Anger. 
Les Impériaux se replient alors dans la mairie, qui est barricadée, ainsi que pour une vingtaine d'entre-eux dans la tour-clocher de l'abbatiale Saint-Sauveur. La population de Redon fraternise quant à elle avec les royalistes. 
Cependant les Chouans sont totalement dépourvus d'artillerie et sont incapables de venir à bout des derniers bastions impériaux. Sol de Grisolles refuse également d'incendier les bâtiments assiégés, de peur que l'incendie ne se propage à la ville. Finalement, les Chouans évacuent Redon et se retirent sur Peillac.

## Pertes
Dans son « précis de la campagne de 1815 », l'officier royaliste Marc-Antoine de La Boëssière de Lennuic affirme que 17 soldats et gendarmes sont tués lors du combat. Pour Charles-Louis Chassin, leurs pertes sont de trois tués et six blessés. En 2015, l'historien Aurélien Lignereux donne un bilan de quatre morts.
Du côté des chouans, l'officier Julien Guillemot écrit dans ses mémoires que les pertes sont de sept tués et d'une trentaine de blessés. Pour La Boëssière de Lennuic, les pertes royalistes sont de six ou sept morts et d'une trentaine de blessés, dont les officiers Courson, Breteché, Pioger, Hervieux et Le Car. L'historien Aurélien Lignereux donne pour sa part un bilan de sept à douze tués et d'une cinquantaine de blessés. Langourla, un jeune noble de Josselin, figure parmi les morts.